# 탐험

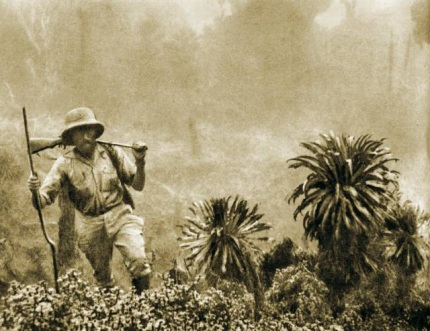
탐험가 카지미에시 노바크.

탐험(探險, 영어: exploration)은 미지의 지역을 조사하거나 뭔가를 찾아내고 밝히기 위한 행위이다.

## 같이 보기
- 모험
- 산악